# ألان أبوت
ألان أبوت (15 نوفمبر 1926 - 28 نوفمبر 2008)  (بالإنجليزية: Alan Abbott)‏ هو لاعب كريكت بريطاني (وحمل سابقاً جنسية المملكة المتحدة لبريطانيا العظمى وأيرلندا). شارك مع منتخب إنجلترا للكريكت.